# Centrale unitaire des travailleurs de Colombie
Pour les articles homonymes, voir CUT.
La Central Unitaria de Trabajadores de Colombia (CUT-Centrale unitaire des travailleurs) est une confédération syndicale colombienne fondée en 1986. Elle est affiliée à la Confédération syndicale internationale et à la CSA. Elle est aujourd'hui la première confédération syndicale de Colombie avec 65 % de tous les travailleurs syndiqués.

## Historique
L'origine de la Centrale unitaire des travailleurs de Colombie remonte au 14 février 1986 quand des syndicalistes et fédérations syndicales non affiliés à une centrale, la Confédération syndicale des travailleurs de Colombie, une partie de l'Union des travailleurs de Colombie et quelques syndicats venant de la Confédération des travailleurs de Colombie créent une Coordinadora Nacional de Unidad sindical ((es) : Coordination nationale d'unité syndicale).
Le Congrès fondateur a lieu le 15 novembre 1986 où 1 800 délégués représentant 600 syndicats et 45 fédérations approuvent la déclaration de principes, la plate-forme de lutte, les statuts et élisent le comité exécutif, donnant ainsi naissance à la Central Unitaria de Trabajadores de Colombia.
Depuis sa fondation plus de 4 000 membres de la CUT ont été assassinés. La CUT défend une ligne d'opposition au néolibéralisme et critique fréquemment l'alliance de la Colombie avec les États-Unis.
En 2005, la CUT décide de s'affilier à la Confédération syndicale internationale.

### Liens
Site officiel de la CUT